# Samuel Gagnebin
Samuel Gagnebin, né le 17 juin 1882 à Môtier (Vully) et mort le 7 décembre 1983 à Neuchâtel, est un philosophe et physicien suisse.

## Biographie
Petit-fils et fils de pasteur, Samuel Gagnebin étudie la théologie à l'Université de Lausanne et présente, en 1912, une thèse intitulée : "Philosophie de l'intuition". Également à l'Université de Lausanne, il étudie la physique et rédige, en 1924, une seconde thèse intitulée : "La variation thermique des constantes diélectriques du quartz cristallisé". 
Samuel Gagnebin s’établit à Neuchâtel en 1915 pour enseigner la physique et les mathématiques au gymnase cantonal. En 1947, il quitte le gymnase pour l'Université de Neuchâtel où il est nommé professeur de méthodologie des sciences. Il occupe ce poste jusqu'à sa retraite, en 1954. Durant sa carrière, Samuel Gagnebin collabore notamment avec le professeur de l'École polytechnique fédérale de Zurich, Ferdinand Gonseth, avec lequel il publie un manuel de géométrie plane à l'usage des gymnasiens suisses romands. 
En 1971, à l'âge de 90 ans, Samuel Gagnebin publie son ouvrage majeur : "À la recherche d'un ordre naturel", aux éditions de La Baconnière. Cet ouvrage, en deux parties, s’interroge sur la signification de la science et présente six esquisses de philosophies. Cette publication est la synthèse de la pensée foisonnante de Samuel Gagnebin. L'année suivante, l'Institut neuchâtelois lui décerne son prix pour cet immense travail. Jusqu'à la fin de sa vie, Gagnebin ne cesse de corriger d'augmenter son grand œuvre. Dans un souci de transmission, il prend soin de relier la version publiée avec ses ajouts manuscrits intercalés. Le résultat, en trois volumes, est aujourd'hui archivé dans le fonds Samuel Gagnebin que conserve la Bibliothèque publique et universitaire Neuchâtel.
Samuel Gagnebin est aussi député au Grand Conseil neuchâtelois entre 1941 et 1945. Il est également membre de l'Institut jurassien des sciences, des lettres et des arts,.

## Publications (non exhaustif)
- Samuel Gagnebin et Ferdinand Gonseth, Déterminisme et libre arbitre, Neuchâtel, Éditions du Griffon, 1947.
- Samuel Gagnebin, À la mémoire d'Élie Gagnebin, Paris, Presses univ. de France ; Neuchâtel, Éditions du Griffon, 1950.
- Samuel Gagnebin, "À la recherche de l'objectivité en philosophie. Une aventure métaphysique", Revue de Théologie et de Philosophie, 4 (2),108 (1954).
- Samuel Gagnebin et Henri Reverdin, Les exigences de la vie de l'esprit : principes et développement d'une pensée, Neuchâtel, La Baconnière, 1966
- Samuel Gagnebin, À la recherche d'un ordre naturel, Éditions de La Baconnière, 1971.
- Jean Rossel et Samuel Gagnebin, L'homme et son univers actuel, Neuchâtel, Université de Neuchâtel, 1973.